# Estación de Monistrol de Montserrat
Monistrol de Montserrat es una estación de las líneas R5 y R50 de la línea Llobregat-Anoia de FGC y del tren cremallera de Montserrat situada en el municipio homónimo. La estación de la R5 se inauguró en 1922, y la del cremallera el 11 de julio del 2003. 
| << cabecera                          | < estación          | línea | estación >                                        | cabecera >>      |
| ------------------------------------ | ------------------- | ----- | ------------------------------------------------- | ---------------- |
| Línea Llobregat-Anoia de FGC         |                     |       |                                                   |                  |
| Barcelona-Plaza España               | Aeri de Montserrat  |       | Castellbell i el Vilar                            | Manresa Baixador |
| Barcelona-Plaza España               | Olesa de Montserrat |       | San Vicente \| Castellgalí (Correspondencia con ) | Manresa Baixador |
| Tren cremallera de Montserrat de FGC |                     |       |                                                   |                  |
| terminal                             | terminal            |       | Monistrol Vila                                    | Montserrat       |

- Datos: Q8841077
- Multimedia: Monistrol de Montserrat train station / Q8841077